# Thallarcha gracilis
Thallarcha gracilis är en fjärilsart som beskrevs av Butler 1877. Thallarcha gracilis ingår i släktet Thallarcha och familjen björnspinnare. Inga underarter finns listade i Catalogue of Life.